# 朝霧的巫女
《朝霧的巫女》是宇河弘樹的日本漫畫作品。副標題為。在少年画報社的《YOUNG KING OURs》2000年3月号至2007年8月號連載，單行本全9卷。
2002年7月到12月改編成電視動畫，全26集，在東京電視台的「熱血電波倶樂部」節目中與《陸上防衛隊》一起播放（前半15分鐘是《陸上防衛隊》，後半15分鐘是《朝霧的巫女》）。
東森幼幼台將週日(2004.10.17日)晚10點首播

## 故事
以下故事為漫畫版劇情。
三次歸鄉篇
離開故鄉五年的一頭白髮少年天津忠尋，在母親的一封信指示下回到故鄉廣島縣三次市，但在一走出剪票口就遭到戴著天狗面具的男子以及他所招來的妖怪襲擊，在表親稗田家巫女三姊妹的合力下終於順利擊退來襲的男子，但這只是一切圍繞忠尋的異常現象的開端……
學園篇
高中一開學就不斷發生妖怪襲擊事件，為了對抗針對忠尋而來的妖怪，在表姊兼4班導師的倉子提議之下集合各班選出的女學生組成維護學園安全的巫女委員會，由稻生神社宮司代稗田倉子親自指導對抗被稱作乱裁道宗所領導的妖怪集團……
南帝降臨篇
在不斷的失敗之後，在乱裁道宗後的黑手決定親自動手，而同時六波羅機關也展開了行動……
這是宇河弘樹之前的連載，是關於獨樂（こま）跟天津家的故事……

## 人物介紹

### 天津家
天津忠尋（聲：水島大宙）
繼承審神者跟稗田家血統的白髮少年，因其不瞭解的原因成為妖怪襲擊的目標。成績優秀但有氣喘的毛病，獨樂非常重視他。
天津結實
忠尋之母，御幸之妹，陰陽頭。為了公事不太與忠尋交流。(實際原因是害怕忠尋身上的審神者和妖怪血統)
獨樂（聲：堀江由衣）
神秘的美女，真正面目是叫做猫叉（ねこまた）的妖怪。在有好吃的點心時會忘記藏好貓耳跟尾巴，知道許多忠尋父親的事，好幾次為了忠尋捨身作戰。實際是忠尋的奶奶
天津忠明（聲：井上和彦）
是獨樂的主人，也是忠尋的祖父
天津忠壽
忠尋之父，擁有一半猫叉的血統，是天津忠明的遺腹子。在長大成人後知道自己的母親不是人類

### 稗田家
代代相傳的巫女家族，與巫女的始祖猿女氏有關聯的一族。
稗田柚子（聲：清水愛）
稗田家的次女，與忠尋是青梅竹馬兼表親。個性大而化之但非常在乎忠尋的安危。
稗田倉子（聲：林原惠）
稗田家的長女，在宮主（其母御幸）去出雲赴任之時掌管神社，除此之外同時也是忠尋跟柚子的班導。
稗田珠（聲：長谷川静香）
稗田家的么女，崇拜姐姐的蘿莉。
稗田直範（聲：梅津秀行）
愛護家人的戴眼鏡中年男人，但和樂的家庭生活被巫女們守護忠尋的任務所擾亂，所以視他為眼中釘，存在感薄弱。
稗田御幸
稗田家三姊妹的母親，因某個原因被派赴出雲，忠尋的阿姨。

### 學校
力石征子（聲：茂呂田薰）
柚子的好友，留短髮又熱血的女孩，巫女委員會成員之一。
百合草千佳（聲：加藤奈奈繪）
柚子的好友，雙馬尾娃娃臉嬌小的女孩，有超過其外表的洞察力跟腹黑，巫女委員會成員之一。
岬原泉（聲：神田理江）
對於怪奇超常現象陰謀論有興趣的眼鏡娘，巫女委員會成員之一。
御堂志津歌（聲：大原沙耶香）
有氣質無缺點的大戶人家小姐，巫女委員會成員之一。
楠木正志（聲：置鮎龍太郎）
跟忠尋同班的高大帥哥。極受女孩子歡迎。忠尋轉來後常常遍體鱗傷和請病假。非常不喜歡柚子。

### 日本政府
日瑠子陛下
故事世界中的15歲天皇。
平田篤瀧
騎著一匹馬帶把步槍作戰的中年人，講話豪氣不拘禮節，身邊跟著許多式鬼，倉子稱呼其為教授，屬於六波羅機關。

### 其他角色
黑陛下
稱日瑠子為傀儡、可恨的姊姊，極度憎恨日瑠子，在潛伏中受了許多痛苦，意圖利用忠尋來達成某個計畫，附身在熊澤菊里身上，在亂裁多次失敗後決定親自出馬。
亂裁道宗
帶領妖怪軍團襲擊忠尋的男子，總是戴著天狗面具出現，相當關心熊澤菊里，被獨樂稱為七生滅敵，是黑陛下的部下。
熊澤菊里
黑陛下的軀殼，是這勢力所掌握的最後的朝霧的巫女，平常只是體弱的短髮笨拙女孩，在黑陛下的人格浮現後會變成具極強的殺氣，但後遺症是體力的急速喪失而失去意識，因黑陛下的決定而重回校園生活。

## 出版書籍
| 冊數 | 少年畫報社     | 少年畫報社             | 東立出版社     | 東立出版社             |
| 冊數 | 發售日期       | ISBN                   | 發售日期       | ISBN                   |
| ---- | -------------- | ---------------------- | -------------- | ---------------------- |
| 1    | 2001年1月26日  | ISBN 978-4-7859-2060-9 | 2005年9月3日   | ISBN 986-11-7187-8     |
| 2    | 2001年9月12日  | ISBN 978-4-7859-2122-4 | 2005年9月3日   | ISBN 986-11-7188-6     |
| 3    | 2002年7月31日  | ISBN 978-4-7859-2206-1 | 2005年10月27日 | ISBN 986-11-7189-4     |
| 4    | 2004年1月1日   | ISBN 978-4-7859-2389-1 | 2005年11月14日 | ISBN 986-11-7190-8     |
| 5    | 2007年12月27日 | ISBN 978-4-7859-2896-4 | 2008年6月27日  | ISBN 978-986-10-1160-8 |
| 6    | 2009年12月28日 | ISBN 978-4-7859-3286-2 | 2010年5月6日   | ISBN 978-986-10-4984-7 |
| 7    | 2011年1月31日  | ISBN 978-4-7859-3558-0 | 2011年7月1日   | ISBN 978-986-10-7242-5 |
| 8    | 2012年5月17日  | ISBN 978-4-7859-3853-6 | 2013年2月18日  | ISBN 978-986-317-078-5 |
| 9    | 2013年4月30日  | ISBN 978-4-7859-4010-2 | 2014年3月10日  | ISBN 978-986-332-112-5 |

## 電視動畫

### 製作團隊
- 監督 - 森山雄治
- 構成 - 月村了衛
- 人物設計 - 中本尚子
- 妖怪設計 - 守山有事
- 美術監督 - 小坂部直子
- 色彩設定 - 鍋島佳壽子
- 攝影監督 - 山越康司
- 編輯 - 小島俊彥
- 音響監督 - 渡邊淳
- 音樂 - 齊藤恒芳
- 製作人 - 森山敦、川崎とも子
- 動畫制作 - Chaos Project、GANSIS
- 製作 - 巫女委員会

### 主題曲
片頭曲「faint love」
作詞 - MEGUMI / 作曲・編曲 - 高橋剛 / 歌 - 林原惠
片尾曲
「KOIBUMI」（第1話 - 第24話）
作詞 - MEGUMI / 作曲、編曲 - 高橋剛 / 歌 - 林原惠
「朝未き・夜渡り」（第26話）
作詞 - MEGUMI / 作曲、編曲 - 高橋剛 / 歌 - 林原惠

### 各話列表
- 1話約12分鐘。

| 話數       | 日文標題 | 中文標題       | 腳本       | 分鏡       | 演出       | 作畫監督          |
| ---------- | -------- | -------------- | ---------- | ---------- | ---------- | ----------------- |
| 其之一     |          | 巫女三姐妹參見 | 月村了衛   | 森山雄治   | 福本潔     | 中本尚子          |
| 其之二     |          | 入學式異變     | 月村了衛   | 福本潔     | 福本潔     | 吉本拓二          |
| 其之三     |          | 巫女委員會成立 | 月村了衛   | 吉田徹     | 吉田徹     | 中島美子          |
| 其之四     |          | 巫女委員招募中 | 月村了衛   | 坂田純一   | 福本潔     | 竹内進二          |
| 其之五     |          | 集結巫女委員會 | 月村了衛   | 森山雄治   | 元永慶太郎 | 名和宗則          |
| 其之六     |          | 巫女大修行     | 月村了衛   | 寺東克己   | 別所誠人   | 向田隆            |
| 其之七     |          | 巫術開眼       | 月村了衛   | 吉田徹     | 吉田徹     | 中本尚子 中島美子 |
| 其之八     |          | 亞加禮那       | 月村了衛   | 福本潔     | 福本潔     | 竹内進二          |
| 其之九     |          | 怪貓疾風       | 月村了衛   | 森山雄治   | 福本潔     | 吉本拓二          |
| 其之拾     |          | 巫女大合宿     | 長谷川勝己 | 平塚住雄   | 石倉賢一   | 柾木犬一          |
| 其之拾壱   |          | 灼熱戀愛指南   | 長谷川勝己 | 平塚住雄   | 石倉賢一   | 柾木犬一          |
| 其之拾弐   |          | 騷動祭雜子     | 長谷川勝己 | 平塚住雄   | 石倉賢一   | 立田眞一          |
| 其之拾参   |          | 海中亡靈       | 月村了衛   | しまづ聡行 | 山上了     | 斉藤和也          |
| 其之拾四   |          | 黃昏的巫女     | 月村了衛   | 寺東克己   | 吉田徹     | 中島美子          |
| 其之拾五   |          | 詭異的轉校生   | 月村了衛   | 坂田純一   | 原口浩     | 佐佐木敦子        |
| 其之拾六   |          | 征子的情書     | 月村了衛   | 石踊宏     | 石踊宏     | 野田康行          |
| 其之拾七   |          | 志津歌風霜篇   | 月村了衛   | 吉田徹     | 吉田徹     | 中本尚子          |
| 其之拾八   |          | 昭和怪貓傳     | 月村了衛   | 森山雄治   | 福本潔     | 竹内進二          |
| 其之拾九   |          | 千佳奮起篇     | 月村了衛   | 福本潔     | 福本潔     | 吉本拓二          |
| 其之弐拾   |          | 岬原電網篇     | 月村了衛   | 寺東克己   | 原口浩     | 佐佐木敦子        |
| 其之弐拾壱 |          | 虎燕           | 月村了衛   | 坂田純一   | 吉田徹     | 中島美子          |
| 其之弐拾弐 |          | 終末序詞       | 月村了衛   | 吉田徹     | 吉田徹     | 中本尚子          |
| 其之弐拾参 |          | 審神者         | 月村了衛   | 石踊宏     | 石踊宏     | 野田康行          |
| 其之弐拾四 |          | 付喪神         | 月村了衛   | 坂田純一   | 福本潔     | 竹内進二          |
| 其之弐拾五 |          | 逆襲巫女委員會 | 月村了衛   | 森山雄治   | 森山雄治   | 森山雄治          |
| 其之弐拾六 |          | 朝霧神話       | 月村了衛   | 森山雄治   | 吉田徹     | 中本尚子 中島美子 |

### CD
幽世（かくりよ）
OST。
- 1　追憶 ～朝霧の巫女～
- 2　夢雅
- 3　天楽悠揚
- 4　閑寂の刻
- 5　追憶 ～ギターVer.～
- 6　徴
- 7　神代烈日
- 8　春夢一夜
- 9　追憶 ～フルートVer.～
- 10 舫
- 11 秋の神話
- 12 憂悶
- 13 凶事
- 14 慟哭
- 15 邪
- 16 鈍色の因縁
- 17 神代復古序詞
- 18 幽冥
- 19 顕現
- 20 深淵
- 21 幽世
- 22 禍霊
- 23 炎立つ天は妖
- 24 襲撃
- 25 修羅
- 26 勇躍
- 27 朝霧神話

現世（うつしよ）
OST第2弾。
- 1　朝霧の巫女 テーマ
- 2　山峰
- 3　登校風景
- 4　学校生活
- 5　巫女委員会準備室
- 6　変事発生
- 7　喧噪
- 8　珍事
- 9　寄り道
- 10 緋袴繚乱
- 11 緋袴騒乱
- 12 偵察
- 13 学園のアイドル
- 14 コメディ
- 15 巫女候補生
- 16 霧の海
- 17 夢の残り香
- 18 離郷
- 19 再会
- 20 星のない夜
- 21 約束
- 22 約束の猫
- 23 朝霧の誘い
- 24 徴 ～ボーカルVer.～
- 25 朝霧の巫女 テーマ ～ビアニカVer.～
- 26 現世
- 27 友情
- 28 絆
- 29 黄昏の手鞠歌

朝霧の巫女 浪漫巫女委員会
イメージアルバム。キャラクターソング&ドラマCD。
- 1　朝霧幻想 ～登校前～
- 2　空とみんなと笑顔におはよう
- 3　抱擁目撃 ～登校時～
- 4　昼食妄言 ～午後から昼休み～
- 5　屋上恋話 ～午後～
- 6　妖怪調伏 ～放課後～
- 7　恋のステップ
- 8　逢瀬一睡 ～そして夜～
- 9　離れても

## 相關商品
清酒「朝霧の巫女」（停止販售）
「朝霧の巫女」ラベル限定ビール（停止販售）
泡雪三姉妹
「稲生物怪物語」ポストカード
巫女三姉妹のお守り

## 外部連結
- （作者官方網站）（日語）
- http://www.starchild.co.jp/special/asagiri/ （页面存档备份，存于）（動畫官方網站）（日語）